# Yvan Pestalozzi

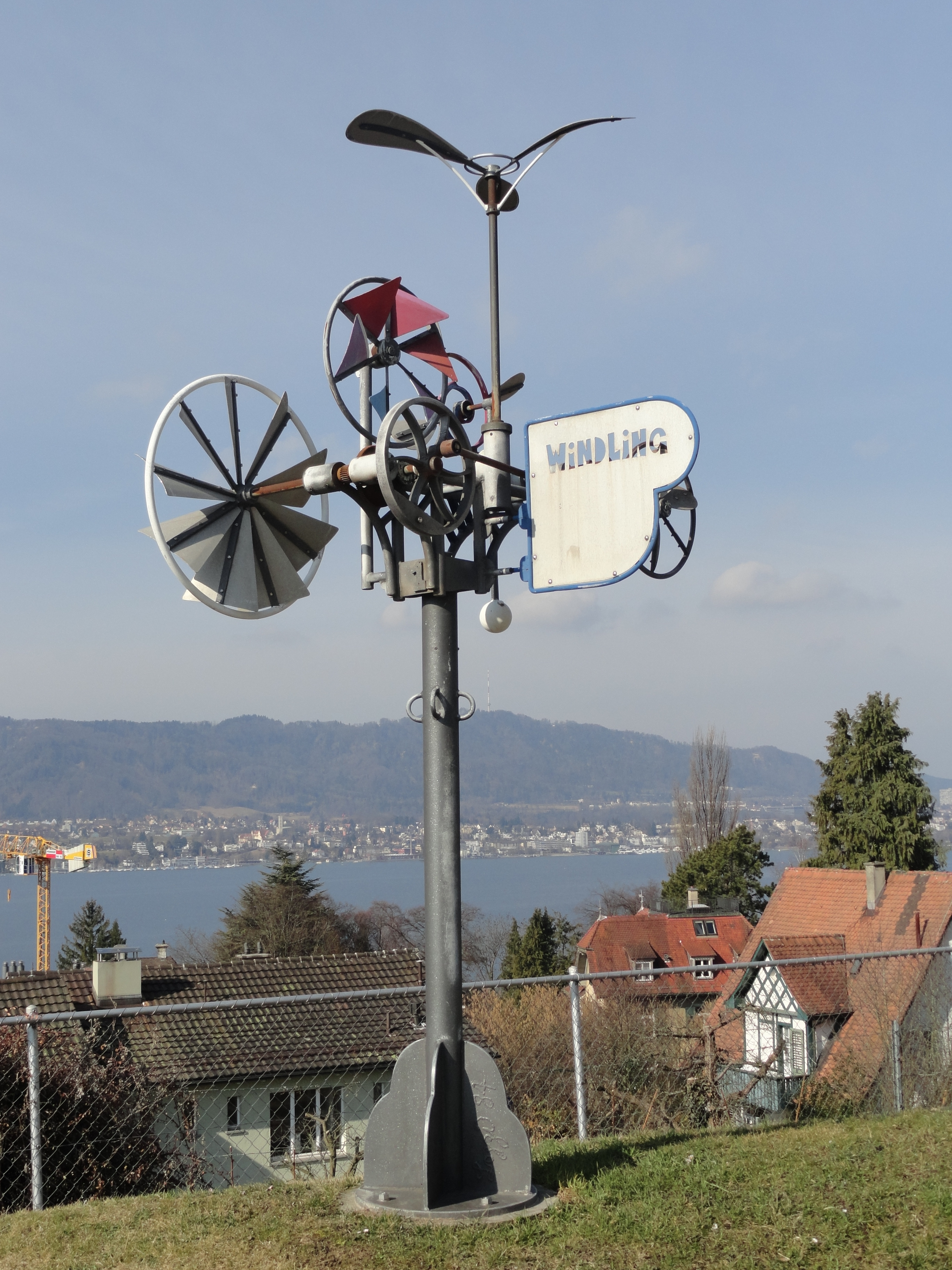
«Windling» auf dem Buchholzhügel in Zollikon

Yvan „LOZZI“ Pestalozzi (* 13. Dezember 1937 in Glarus; † 3. Juli 2024) war ein Schweizer Eisenplastiker und Objektkünstler.

## Leben und Werk
Yvan Pestalozzi wuchs im französischen (Mutter) und deutschschweizerischen (Vater) Kulturkreis auf. Pestalozzi absolvierte eine Möbelschreinerlehre und bildete sich autodidaktisch weiter. Ab 1964 arbeitete er als freischaffender Plastiker.
Seine Eisenplastiken fertigte er mehrheitlich aus Draht, sie enthalten viele verspielte Elemente. Bewegung und Überraschung sind immer ein Teil des Kunstwerks. Unter dem Leitgedanken Denken wie ein reifer Mensch – sich freuen können wie ein Kind entstanden hunderte von Arbeiten, von filigran, handgross bis mehrtonnenschwer. Viele seiner oft kinetischen Objekte gestaltete er zu Wortspielen. Er wurde deswegen auch als Kabarettist unter den Schweizer Plastikern bezeichnet. Im Gegensatz zu vielen anderen bekannten Schweizer Eisenplastikern arbeitete Lozzi nicht mit Schrott. Weitere Arbeitsrichtungen waren seine kleinen Figuren aus Weichmetall oder lebensgrosse Menschen- und Tierfiguren aus Zement, wie der Schutzengel an der Gotthardstrasse in Hospental.
Die kinetischen Objekte und andere Werke von Lozzi stehen an öffentlich zugänglichen Orten, beispielsweise am Zürcher Flughafen. Weitere Beispiele von Kunst im öffentlichen Raum sind die Zeitmaschine (1983, UBS, Zürich-Altstetten) und der Mückenschwarm (2002, Dübendorf). Über 80 Windplastiken befinden sich in der Schweiz, dem übrigen Europa, den USA und Fernost, etwa das Windspiel von 1991 am Schiffsteg in Küsnacht ZH oder das Windspiel Kanton Zürich von 1998 in Bülach Nord. Lozzi hat auch Kunstwerke für Kreisel entworfen, wie die Projekte Lebensgefährte und Lebensbaum in Dübendorf.

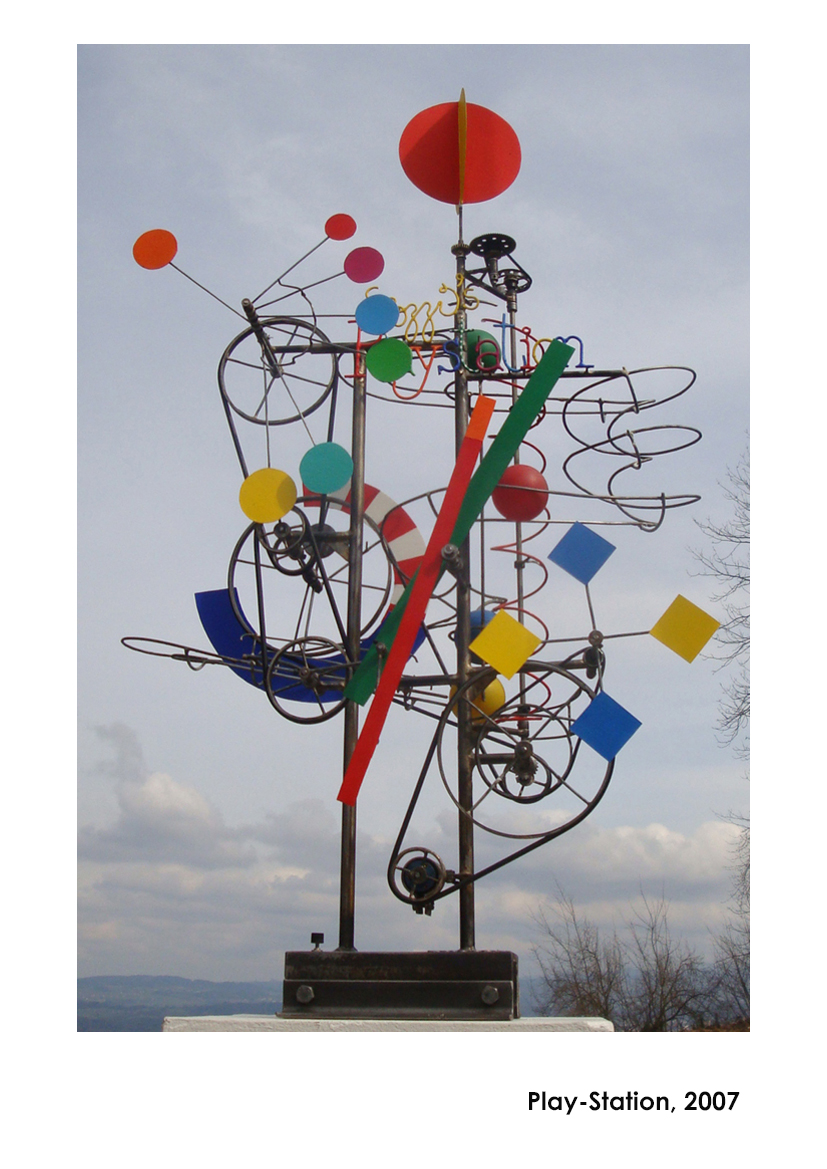
Play Station 2007
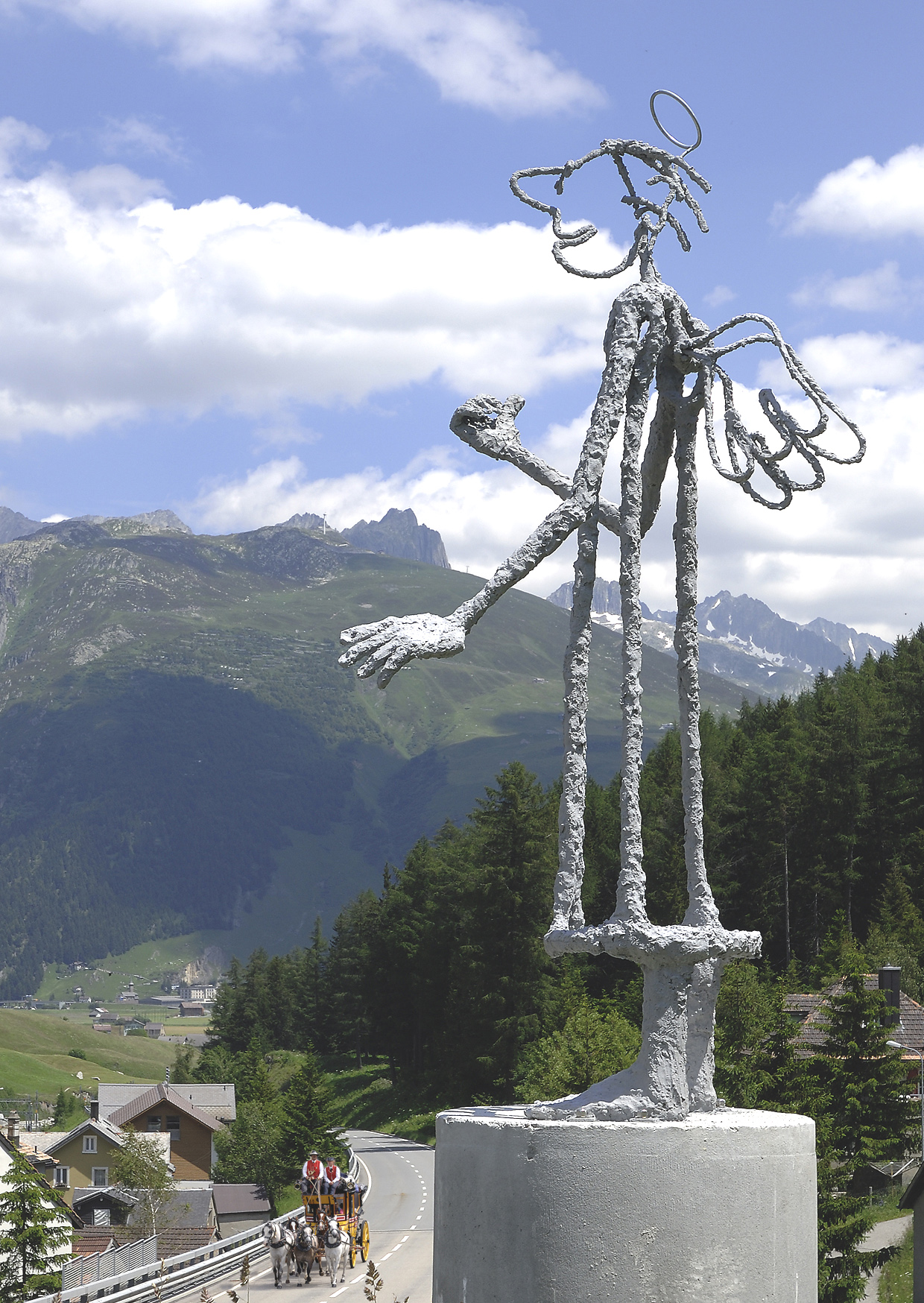
Schutzengel 2007
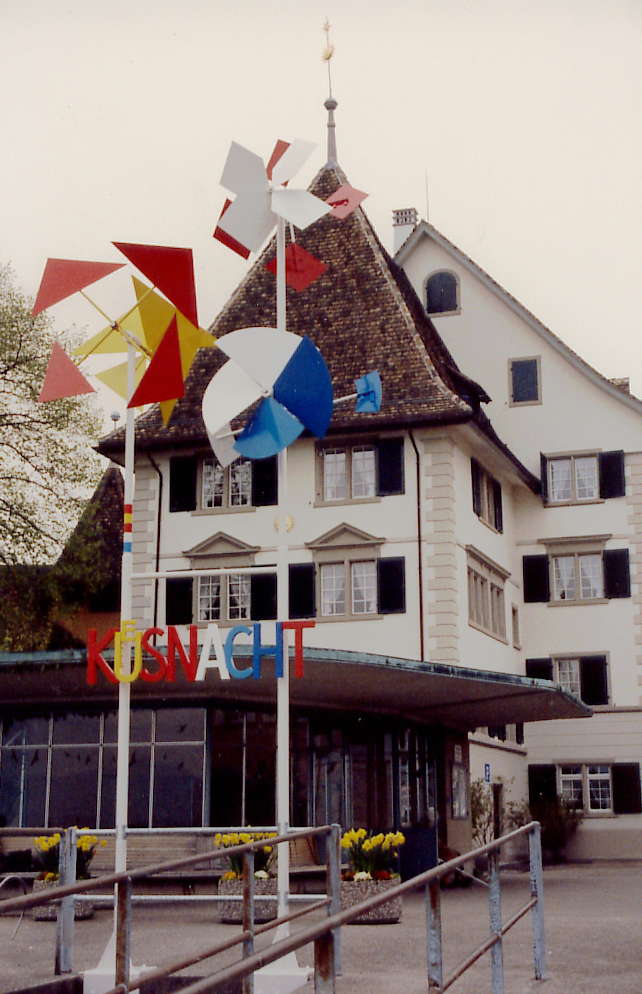
Windspiel 1990

## Schriften
- Lozzi's Bilderbuch = Lozzi's picture book. Denken wie ein reifer Mensch, sich freuen können wie ein Kind. Werd, Zürich 1999, ISBN 3-85932-247-8.
- mit Hilde Mischler Dalichau: Schneckenträume. Y. Pestalozzi, [8636 Wald] 2014, ISBN 978-3-03-304815-7.